# Бессонов, Иван Алексеевич

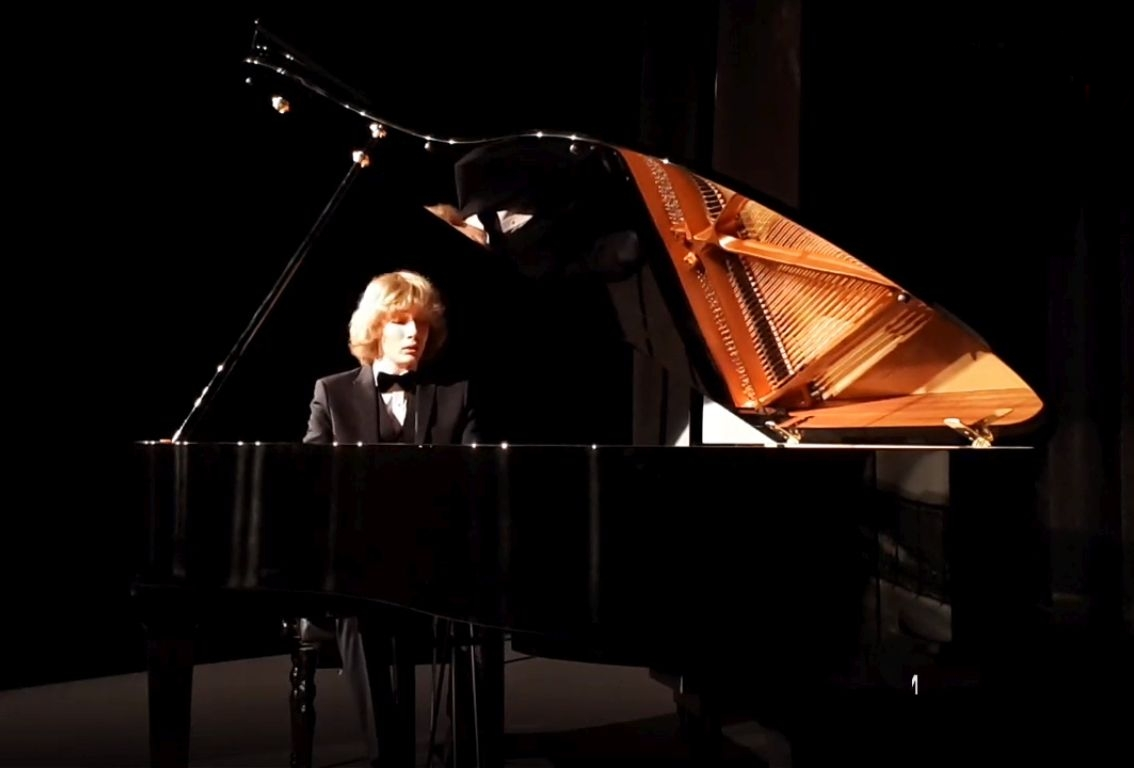
За роялем, апрель 2019 года

Ива́н Алексе́евич Бессо́нов (род. 24 июля 2002, Санкт-Петербург, Россия) — российский пианист, победитель международного конкурса молодых музыкантов «Евровидение-2018».

## Биография
Родился в Санкт-Петербурге. Учиться игре на фортепиано начал в шестилетнем возрасте, студент Центральной музыкальной школы при Московской консерватории им. П. И. Чайковского. Класс профессора Валерия Пясецкого. Мать — Мария Бессонова — скрипачка, отец — Алексей Григорьев — композитор, звукорежиссёр, два младших брата (лауреаты международных конкурсов) — Даниил и Никита, учатся в ЦМШ по классу скрипки.
Обладатель Гран-при Международного юношеского конкурса имени Ф. Шопена (Санкт-Петербург, 2015). Лауреат международных конкурсов, в том числе Международного конкурса им. А. Рубинштейна «Фортепианная миниатюра в русской музыке»(Санкт-Петербург, 2016), Grand Piano Competition (Москва, 2016 и 2018), Astana piano-passion (Астана, 2017). Первый российский музыкант — победитель «Классического Евровидения» (Eurovision Young Musicians 2018) в Эдинбурге (Шотландия).
В марте 2019 г. удостоен международной музыкальной премии «BraVo» в номинации «Открытие года». Также в то же время поступил в продажу первый диск музыканта, выпущенный «Ars Production», где он исполняет произведения Ф. Шопена, а также собственные.
В декабре 2021 г. удостоен «Росси́йской национа́льной музыка́льной пре́мии «Виктория» - «Открытие года в классической музыке».
Дает сольные концерты в России и за рубежом (Австрия, Германия, Италия и др.), сотрудничает с ведущими мировыми дирижёрами — Валерием Гергиевым, Владимиром Спиваковым, Александром Сладковским. В 2016 году представил сольную программу на сцене Мариинского театра, в 2019 — в большом зале Санкт-Петербургской филармонии.
Сочиняет музыку, в 2015 году дебютировал в кино[уточнить] как композитор.
Глашатай от России на конкурсе Евровидение-2019.